# Anthony Weiner

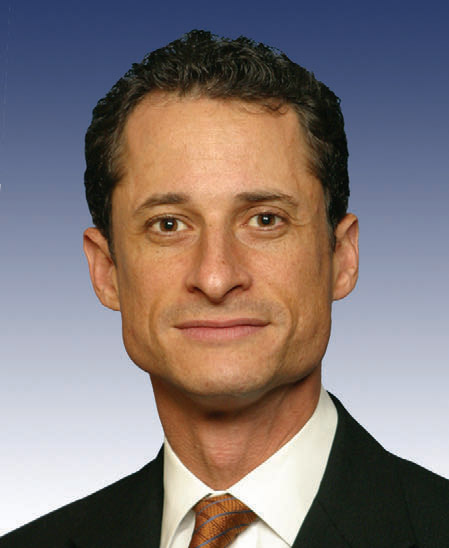
Anthony Weiner 2011.

Anthony David Weiner [ˈwi:nər], född 4 september 1964 i Brooklyn i New York, är en amerikansk demokratisk politiker. Han representerade delstaten New Yorks nionde valkrets i USA:s representanthus från 1999 till 2011.

## Biografi
Weiner gick i skola på Brooklyn Tech High School i Brooklyn. Han utexaminerades 1985 från State University of New York. Han var medarbetare åt Charles Schumer 1985–1991.
Representanthusledamoten Charles Schumer kandiderade till USA:s senat och vann senatsvalet 1998. Weiner vann kongressvalet och efterträdde Schumer i representanthuset i januari 1999. Han omvaldes sex gånger. Han förlorade i demokraternas primärval inför borgmästarvalet i New York 2005 mot Fernando Ferrer som sedan förlorade i själva borgmästarvalet mot Michael Bloomberg.
I juni 2011 medgav Weiner, efter att först ha förnekat det, att han skickat ekivoka bilder av sig själv till flera kvinnor via sociala media och mobiltelefoni, både före och efter det att han gift sig. Många folkvalda politiker, däribland ledningen för demokraternas partigrupp i representanthuset och USA:s president Barack Obama, menade att Weiner borde avgå. Den 16 juni 2011 tillkännagav han sin avgång från kongressen.
Den 28 augusti 2016 avslöjade New York Post att Weiner skickat sexmeddelanden – och ett foto i juli 2015, då han ligger i en säng tillsammans med ett sovande barn.
I september 2016 avslöjade Daily Mail att Weiner skickat sexmeddelanden till en 15-årig flicka. I samband med detta beslagtogs datorer tillhörande Weiner och hans hustru.
Hans hustru Huma Abedin (gifta 2010, separerade i augusti 2016) är medarbetare åt politikern Hillary Clinton.